# 心形肌蛤
是贻贝目壳菜蛤科边纲蛤属的一种。主要分布于新加坡、韩国、中国大陆、台湾，常栖息在浅海的岩礁区中。